# Турегельдинов, Жумабек Сулейменович
Жумабек Сулейменович Турегельдинов (каз. Жұмабек Сүлейменұлы Төрегелдинов; род. 23 февраля 1946, Алма-Ата, Казахская ССР) — казахстанский политический и общественный деятель. Депутат Сената Парламента Республики Казахстан (2002—2014).

## Биография
Родился 23 февраля 1946 года в г. Алматы.
В 1965 году окончил Алма-Атинский железнодорожный техникум по специальности «техник-механик».
В 1975 году окончил Ташкентский институт инженеров железнодорожного транспорта по специальности «инженер-механик».
В 2003 году окончил юридический факультет Казахского национального аграрного университета по специальности «юрист».

## Трудовая деятельность
С 1965 по 1966 годы — Помощник машиниста локомотивного депо г. Алма-Аты .
С 1969 по 1990 годы — Слесарь, электромеханик, старший инженер, старший мастер, начальник лаборатории, секретарь парткома локомотивного депо Алма-Атинского железнодорожного узла.
С 1990 по 1993 годы — Заместитель председателя, председатель Октябрьского СНД г. Алма-Аты.
С 1993 по 1994 годы — Первый заместитель Главы администрации Октябрьского района г. Алма-Аты.
С 1994 по 2002 годы — Секретарь Алматинского городского маслихата.

## Выборные должности, депутатство
С 1994 по 2002 годы — Депутат Алматинского городского маслихата.
С 2002 по 2014 годы — Депутат Сената Парламента Республики Казахстан от города Алматы, член Комитета по государственному строительству и правовой политике, член Комитета по законодательству и правовым вопросам.
Член Межпарламентской Ассамблеи государств-участников Содружества Независимых Государств.
Член группы сотрудничества с Всекитайским Собранием народных представителей Китайской Народной Республики, с Сенатом Республики Польша, с Национальным Собранием Республики Корея, с Парламентом Республики Хорватия.

## Награды и звания
- нагрудный знак «Почётный железнодорожник Республики Казахстан» (1996)
- почётное звание «Почётный гражданин города Алматы» (2002)
- Медаль «Астана» (1998)
- Орден Курмет (2001)[2]
- Орден Парасат (2009)[3]
- Орден «Содружество» (МПА СНГ 2011 года) за особый вклад в развитие парламентаризма, укрепление демократии, обеспечение прав и свобод граждан в государствах-участниках СНГ.[4]
- Благодарственное письмо Первого Президента Республики Казахстан.
- Награждён государственными юбилейными медалями Республики Казахстан и др.
- Медаль «25 лет независимости Республики Казахстан» (2016)[5]